# علاج بالحرمان من الإستروجين
علاج بالحرمان من الإستروجين، والمعروف أيضًا باسم علاج الغدد الصمّاء، هو شكل من أشكال العلاج الهرموني الّذي يُستخدم في علاج سرطان الثّدي. تشمل الطرائق مضادات الإستروجين أو حاصرات هرمون الإستروجين مثل مُعدِّلات مستقبلات هرمون الإستروجين الانتقائية (SERMs) مثل تاموكسيفين، ومُدهورات مستقبِلات هرمون الإستروجين الانتقائية مثل فولفيسترانت، ومثبطات الأروماتاز مثل أناستروزول واستئصال المبيض.
يتمّ اختبار خزعة الثدي لِمَعرفة ما إذا كانت الخلايا السرطانيّة تحتوي على هرمون الإستروجين أو مستقبلات البروجسترون. عادةً ما يكون سرطان الثدي الإيجابي لمستقبِلات هرمون الإستروجين إيجابيًا أيضًا لمستقبلات البروجسترون. هذا النوع من السرطان يسمى (ER / PR إيجابي)، والذي يشكل حوالي 80% من جميع سرطانات الثدي. تَستخدم السّرطانات التي تحتوي على مستقبلات الإستروجين (ER إيجابي) هرمونَ الإستروجين للّنموّ، لذا فإنّ إعطاء علاج الغدد الصماء لمريض مصاب بسرطان (ER / PR) الإيجابي سيؤثّر على نموّ الورم.
لا ينبغي الخلط بين علاج الغدد الصماء والعلاج الهرموني لانقطاع الطمث أو العلاج باستخدام الهرمونات البديلة، والتي تَستخدم مُكمّلات هرمون الإستروجين و/ أو البروجسترون لتخفيف أعراض انقطاع الطّمث. يُغذّي الإستروجين خلايا سرطان الثدي، لذلك عندما يتم تشخيص المرأة التي تخضع للعلاج بالهرمونات البديلة (HRT) بسرطان الثدي ER / PR الإيجابي، سيَطلب منها الطّبيب إيقاف العلاج التّعويضي بالهرمونات.
يتَلقّى المرضى الّذين يعانون من أورام صغيرة بما يكفي لإخراجها بالجراحة علاجًا لِلغُدد الصّمّاء بعد الجراحة، وهو جزء من العلاج المساعِد. قد تتلقّى الأورام الكبيرة عِلاجًا مساعدًا جديدًا عن طريق العلاج الكيميائي أو الإشعاعي؛ لِتقليص الورم الصّغير بما يكفي لإجراء الجراحة.

## أنواع أدوية علاج الغدد الصماء

### مُعدِّلات مستقبِلات الإستروجين الانتقائيّ
تعمل معدّلات مستقبل الإستروجين الانتقائي (SERMs) عن طَريق محاكاة الإستروجين واستبدال الإستروجين بمستقبِلات الإستروجين، حيث تمنع الإستروجين من الارتباط بمستقبلاته وتمنع الأورام من استخدام الإستروجين للنموّ، إلّا أنّها لا تتداخل مع إنتاج الإستروجين. تاموكسيفين (Nolvadex®) هو دواء شائع الاستخدام للنّساء في فترة ما قبل انقطاع الطّمث المصابات بسرطان الثدي الإيجابي ER / PR. يَمنع تاموكسيفين بشكل انتقائي تأثير الإستروجين في أنسجة الثدي ولكنّه يعمل كمُحفّز للإستروجين في الرّحم والعِظام. تُظهر الأبحاث أنّ النّساء اللاّئي يتناوَلنَ عقار تاموكسيفين لمدّة 5 سنوات على الأقل بعد الجِراحة أقل عُرضة للإصابة بسرطان الثّدي المتكرِّر، بما في ذلك سرطان الثدي الجديد في الثدي الآخر، والموت عند عمر 15 عامًا.